# 莉莲·梅·戴维斯
莉莲·梅·戴维斯（英語：Lillian May Davies，后來改名，1915年8月30日—2013年3月10日），生于英国威尔士，已故瑞典王子、哈兰公爵贝蒂尔亲王之妻，现任瑞典国王卡尔十六世·古斯塔夫之婶婶，头衔為莉莲王妃（Prinsessan Lilian）、哈兰公爵夫人。

## 簡歷
莉莲王妃出身普通家庭，在第一次婚姻阶段结识贝蒂尔亲王（時任瑞典駐英國大使館海軍武官），后來因為平民身份及王室继承权等原因，与贝蒂尔亲王相恋33年逾60岁时才成婚，其爱情与婚姻故事在瑞典社会广为流传，人稱瑞典灰姑娘。
莉莲王妃是瑞典王室贝尔纳多特王朝中重要人物，在瑞典民众中一直广受欢迎与尊敬。
2000年，莉莉安出版了一本写她与伯蒂尔生活的自传。
2013年3月10日，在其丈夫去世16年后，莉莲王妃于瑞典斯德哥尔摩居所逝世，享年97岁。瑞典皇室没有公布其死因，但莉莲近几年身体状况一直不好。